# ONE (Crystal Kayの曲)
「ONE」（ワン）は、Crystal Kayの通算24枚目のシングルである。

## 概要
- 「涙のさきに」発売から1ヶ月という速さでリリースする。
- この曲は発表される前に東宝配給アニメ映画『劇場版ポケットモンスター ダイヤモンド&パール ギラティナと氷空の花束 シェイミ』の主題歌に起用された。なおアニメ映画の主題歌はこの曲が初めてである。[1]
- 初回盤と通常盤があり、初回盤ではポケモン・キャラクターステッカー、ポケモン仕様ジャケットなどの特典が入ったPokemon Editionとなっており収録曲も異なる。

## 収録曲

### 初回盤
1. ONE
2. ONE with ピカチュウ&シェイミ
  - ピカチュウ（大谷育江）とシェイミ（山崎バニラ）の声が随所に挿入されている（ほとんどがセリフだが、シェイミは間奏のメロディなどを部分的に口ずさんでいる）。ポケモンのベスト・アルバム『ピカチュウ・ザ・ムービー ソングベスト1998-2008』には、こちらが収録された。
3. ONE カラオケ

### 通常盤
1. ONE
  - 作詞：田口俊／作曲：崎谷健次郎
  - 前作のシングル「涙のさきに」より前にもう出来上がっていた曲
2. すき
  - 作詞・作曲：吉田美和
  - DREAMS COME TRUEが1994年に発表した楽曲のカバー。ハウス調にアレンジされている。
3. ONE CORNELIUS REMIX
4. ONE DEXPISTOLS REMIX
5. ONE Instrumental